# Baum-Wolfsmilch
Die Baum-Wolfsmilch (Euphorbia dendroides) ist eine Pflanzenart in der Gattung Wolfsmilch (Euphorbia) aus der Familie der Wolfsmilchgewächse (Euphorbiaceae). 
Der deutsche und der botanische Name beschreiben die baumförmige Wuchsform der Art. Der für einen Baum typische Stamm wird jedoch nur manchmal ausgebildet.

## Beschreibung
Die Baum-Wolfsmilch ist ein dicht verzweigter Strauch oder Baum mit halbkugelförmiger Krone, der Wuchshöhen von bis 2 m erreicht. Die meist dichotomisch weiter verzweigenden Zweige sind schwach sukkulent und verholzen bald. An ihren Enden tragen sie lanzettliche, bis 6,5 × 0,8 cm lange, stiellose Laubblätter die nach ihrem Verwelken die mit Blattnarben bedeckten Zweige kahl zurücklassen.
Die Blütenstände sind Scheindolden mit fünf bis acht Strahlen, die meist noch einmal gabelig verzweigen. Die dicht unter den Cyathien stehenden, paarigen Hochblätter sind eiförmig, etwa 10 × 15 mm groß und von gelbgrüner Farbe. Die immer vier Nektardrüsen der Cyathien sind fast kreisrund und tragen außen zwei kurze Hörner. Sie sind anfangs gelb und färben sich mit der Zeit rot. Die den tief gelappten Früchten entspringenden Samen sind eiförmig, bis 3 mm lang und tragen eine Caruncula.
Die Chromosomenzahl beträgt 2n = 18.

## Verbreitung
Die Baum-Wolfsmilch kommt im Mittelmeer-Gebiet von Spanien über Italien und Kroatien bis zur Türkei und von Tunesien bis Ägypten und auf den Kanaren vor. Sie wächst dort nahe den Küsten auf Höhenlagen zwischen 0 und 600 (vereinzelt bis 900) Meter. Die von dieser Art bevorzugten Standorte liegen im vollsonnigen, offenen Gelände, auf felsigem Untergrund.
Die Art steht auf der Roten Liste der IUCN und gilt als nicht gefährdet (Least Concern).

## Ökologie
Auffallend ist ihr im Vergleich zur Begleitvegetation umgekehrter Wuchsrhythmus: Im Frühling, zum Ende der Blühperiode welken die Blätter, die sich wie alle grünen Teile der Pflanze leuchtend rot verfärben. Den eher trockenen Sommer verbringt die Baum-Wolfsmilch im blattlosen Zustand, treibt im Herbst neu aus und wächst dann vorwiegend im regenreichen Winter. Hauptblütezeit ist der Frühlingsanfang.

## Kultivierung
Wegen des umgekehrten Wuchsrhythmus und des großen Lichtbedürfnisses der Art ist ihre Kultivierung in Deutschland nur bedingt möglich. Als Kübelpflanze sollte sie, sobald die Temperaturen im Frühling über 10 °C liegen, einen ungeschützten, vollsonnigen und möglichst warmen Stand im Garten bekommen. Im Herbst muss die Pflanze in ein geheiztes Gewächshaus umziehen, wo sie (soweit das Wetter mitspielt) wieder vollsonnig stehen sollte. Leichter Nachtfrost wird zwar ertragen, doch für einen gesunden Wuchs sind Temperaturen über 10 °C notwendig. Eine Kultivierung am Fensterbrett ist nicht möglich, da die Baum-Wolfsmilch dort vergeilt und bald fault. Bei artgerechter Pflege treten Schädlinge und Krankheiten nur sehr selten auf.

## Galerie

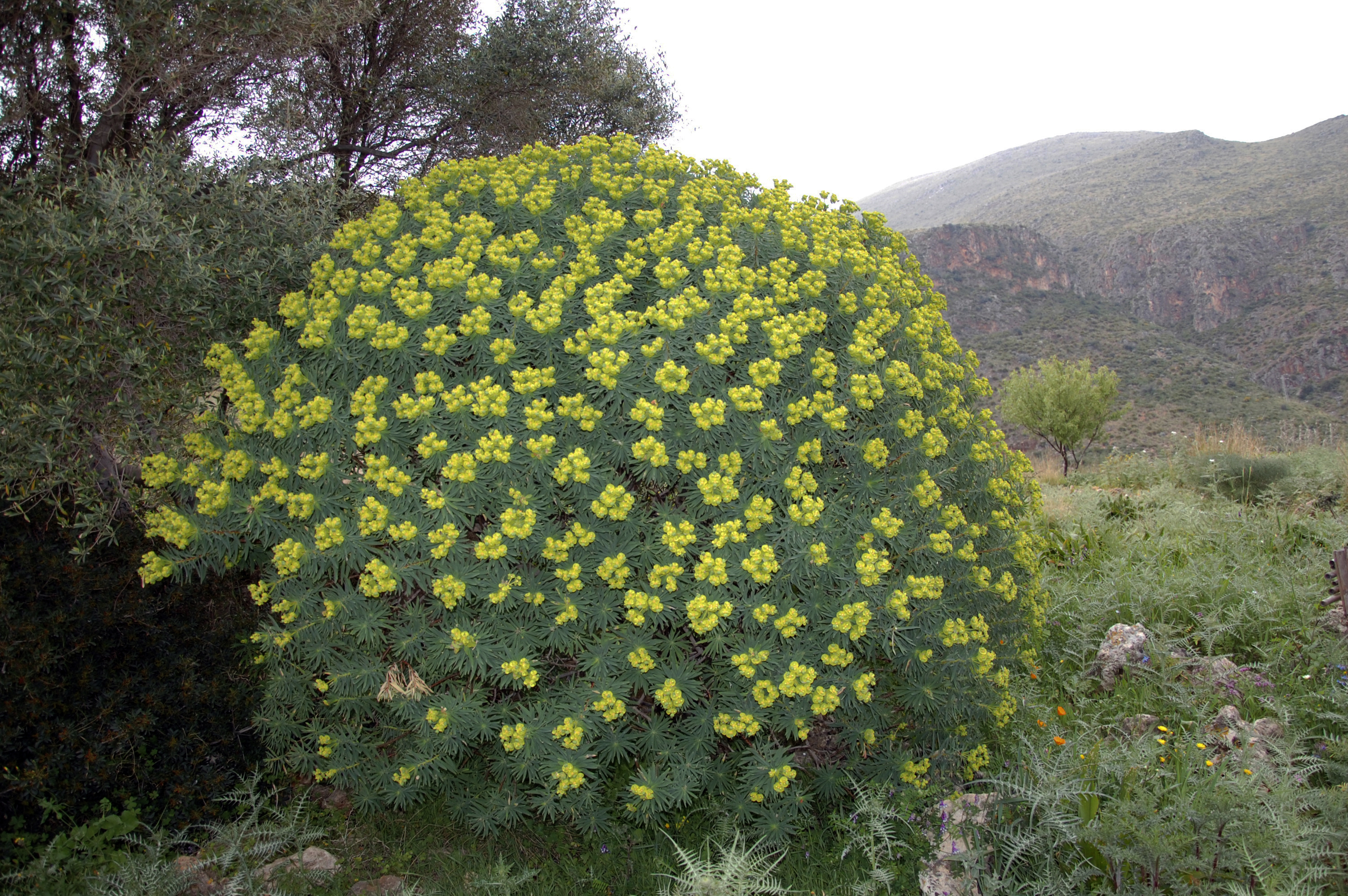
Euphorbia dendroides in Sizilien
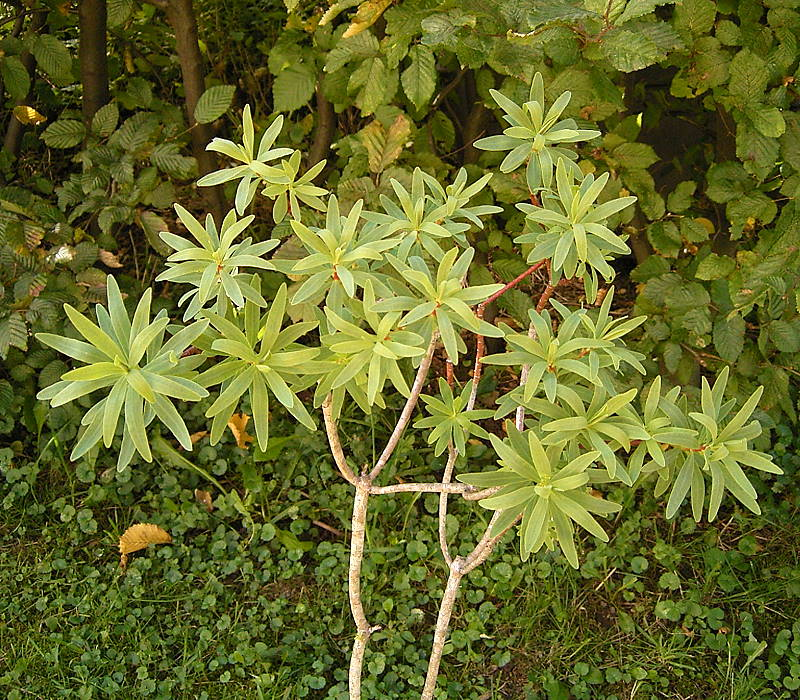
Neuer Austrieb im Herbst
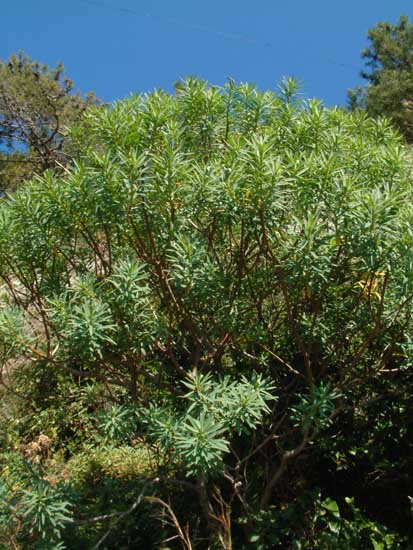
Voll belaubter Strauch im Winter
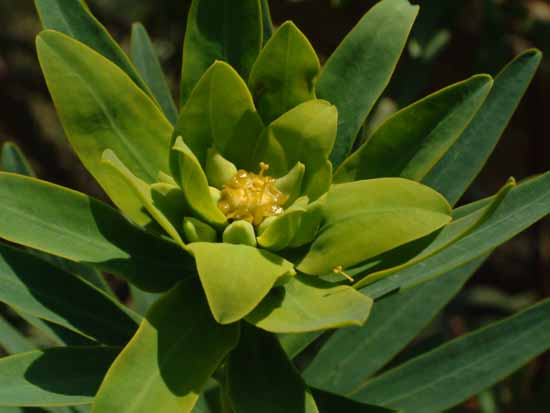
Sich entwickelnder Blütenstand
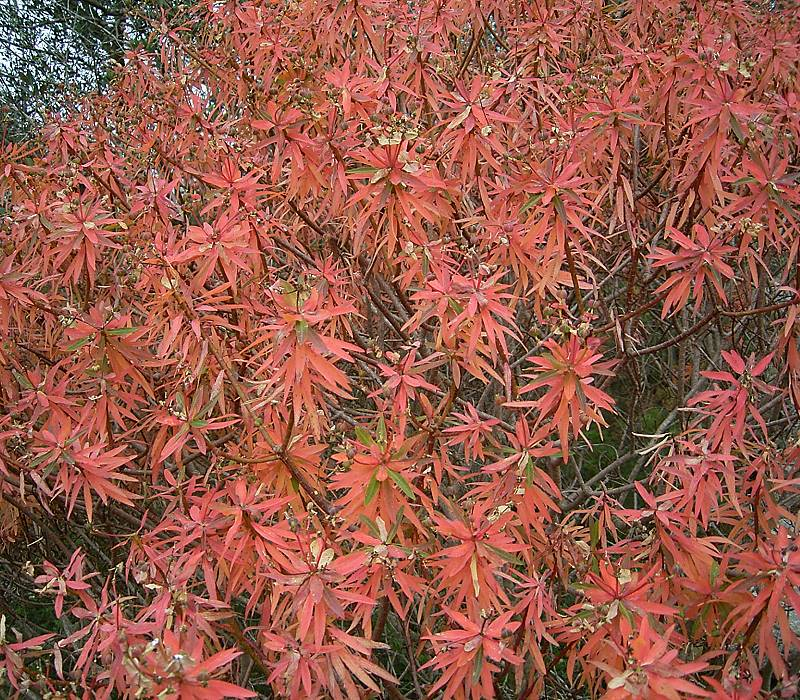
Welkende, leuchtend rot gefärbte Blätter im Frühling
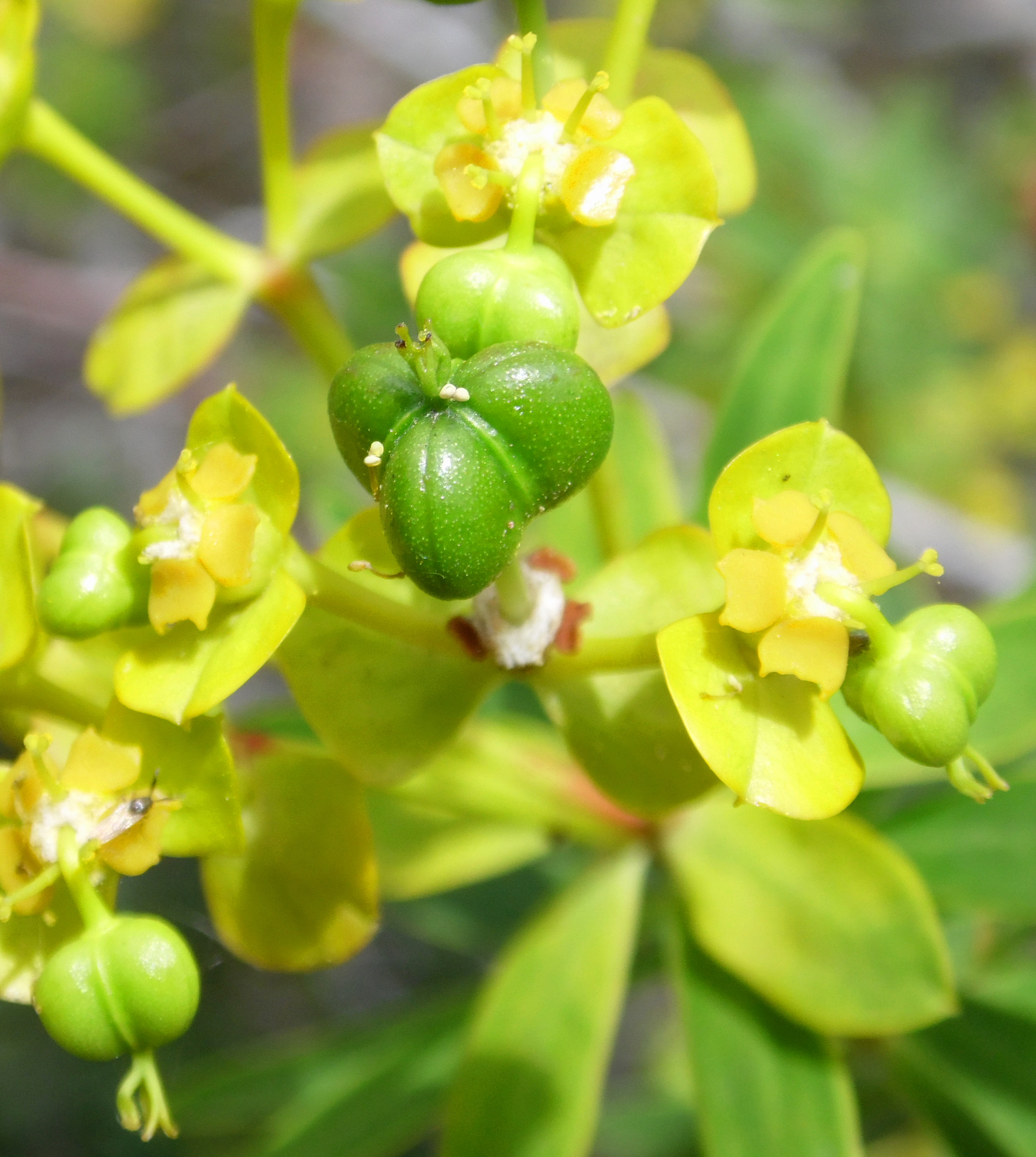
Blütenstand mit jungen Früchten